# Lei Feijó
A Lei de 7 de novembro de 1831, universalmente conhecida como Lei Feijó — em referência a Diogo Antônio Feijó, então Ministro da Justiça do Império do Brasil —, foi a primeira lei a proibir formalmente o tráfico transatlântico de africanos escravizados para o Brasil. Promulgada pela Assembleia Geral e sancionada pela Regência Trina Permanente, a legislação declarava livre qualquer africano que desembarcasse no país a partir daquela data e impunha severas sanções penais aos traficantes, equiparando seus crimes ao de pirataria.
Apesar de sua aparente firmeza e de uma breve queda inicial na importação de cativos, a lei foi sistematicamente ignorada e sabotada pelas elites agrárias e pelos traficantes, com a conivência de setores do aparelho estatal. Como resultado, o tráfico não apenas continuou, como atingiu seus maiores picos nas décadas seguintes. Estima-se que entre 1831 e 1850, mais de 750.000 africanos foram ilegalmente desembarcados no Brasil, em completa violação da lei. Essa notória ineficácia consagrou a expressão popular "lei para inglês ver", tornando a Lei Feijó o mais famoso exemplo de uma legislação criada para satisfazer pressões externas (neste caso, britânicas) sem a intenção real de ser cumprida.
Contudo, a historiografia moderna tem reavaliado seu papel, demonstrando que, mesmo sendo "letra morta" para o Estado, a lei criou uma contradição jurídica fundamental no coração do sistema escravista. Ela deu base para que escravizados e abolicionistas pleiteassem judicialmente pela liberdade e gerou uma permanente insegurança jurídica sobre a posse de cativos, cujos efeitos se estenderam até a abolição definitiva em 1888. O combate efetivo ao tráfico só ocorreria quase vinte anos depois, com a promulgação da Lei Eusébio de Queirós em 1850, sob uma conjuntura política e de pressão internacional radicalmente diferente.

## Antecedentes: A Pressão Britânica e a Diplomacia do Tráfico
A aprovação da Lei Feijó foi o culminar de mais de duas décadas de intensa pressão diplomática e militar do Império Britânico. Após abolir seu próprio tráfico de escravizados com o Slave Trade Act de 1807, a Grã-Bretanha passou a usar seu poder naval e econômico para forçar outras nações a fazerem o mesmo. A política britânica era motivada por uma complexa mistura de interesses humanitários, impulsionados por um forte movimento abolicionista interno, e estratégicos, que visavam a manter a competitividade de suas próprias colônias e a expandir sua influência global sob a égide da "Pax Britannica".
Portugal, e posteriormente o Brasil, eram alvos prioritários dessa política devido à sua profunda dependência econômica e militar da Grã-Bretanha. A relação de subordinação se aprofundou com a transferência da corte portuguesa para o Rio de Janeiro em 1808, sob escolta da Marinha Real.
A trajetória de compromissos que levaram à lei de 1831 pode ser dividida em três atos principais:
- Tratado de 1810: Em troca do reconhecimento britânico e de tarifas preferenciais para seus produtos, Portugal, sob o comando do príncipe regente Dom João, assumiu o compromisso vago de cooperar para a gradual abolição do tráfico, sem, no entanto, estipular prazos ou mecanismos concretos.[8]
- Congresso de Viena e a Convenção de 1817: Pressionado no cenário pós-napoleônico, Portugal assinou um tratado adicional em 1815 e uma convenção em 1817. Neles, concordou em proibir o tráfico de escravizados ao norte da linha do Equador, o que preservava as principais rotas do Brasil com Angola, Congo e Moçambique. Em contrapartida, foram criadas as Comissões Mistas, tribunais binacionais (com juízes britânicos e portugueses) para julgar os navios negreiros capturados, e foi estabelecido o direito de visita e busca em navios suspeitos.[9]
- A Convenção de 1826: Após a Independência do Brasil, o reconhecimento britânico era vital para a consolidação do novo Império. A Grã-Bretanha condicionou o reconhecimento à assinatura de uma nova convenção antiescravista. Assinada em 23 de novembro de 1826 e ratificada em 1827, esta convenção foi o golpe decisivo: o Brasil se comprometeu a extinguir completamente o tráfico transatlântico no prazo de três anos. A partir de março de 1830, o tráfico seria considerado e punido como pirataria.[10]

O governo de Dom Pedro I não tomou nenhuma medida para cumprir o tratado de 1826. A aprovação de uma lei nacional só viria após sua Abdicação do trono em 7 de abril de 1831.

## A Gênese da Lei: A Regência e os Debates Parlamentares
A abdicação de Pedro I e o início do Período Regencial criaram uma conjuntura política única que permitiu a aprovação da lei. O poder se deslocou para a Assembleia Geral, onde a facção dos liberais moderados, liderada por figuras como Diogo Antônio Feijó e Evaristo da Veiga, ganhou proeminência. Este grupo, embora não fosse majoritariamente abolicionista, via a necessidade de afirmar a soberania nacional e a autoridade do Parlamento.
A aprovação da lei era vista como uma forma de cumprir uma obrigação internacional, evitando que a Marinha Real Britânica assumisse unilateralmente a tarefa de reprimir o tráfico em águas brasileiras, o que seria uma humilhação nacional. Ao mesmo tempo, o governo regencial temia que a continuidade do desembarque massivo de africanos pudesse desestabilizar a ordem pública, alimentando rebeliões como as que ocorriam na Bahia e em outras províncias.
O projeto de lei foi apresentado em 31 de maio de 1831 pelo Marquês de Barbacena, uma figura do establishment conservador, mas foi vigorosamente defendido pelo Ministro da Justiça, Diogo Antônio Feijó. Os debates parlamentares que se seguiram opuseram os defensores da soberania nacional e do cumprimento dos tratados a uma forte oposição de deputados ligados aos interesses dos grandes proprietários rurais e dos traficantes, principalmente das províncias do Rio de Janeiro, Bahia e Minas Gerais. Estes argumentavam que o fim do tráfico arruinaria a agricultura e a economia do país. No entanto, a urgência política do momento e a força dos liberais moderados garantiram a aprovação da lei em ambas as casas do parlamento, sendo sancionada pela Regência em 7 de novembro de 1831.

## Análise Jurídica: O Conteúdo da Lei e seu Decreto Regulamentador
A legislação antitráfico de 1831 era composta por dois dispositivos principais: a lei em si e o decreto que a regulamentou no ano seguinte. Juntos, eles formavam um arcabouço jurídico que, no papel, era extremamente rigoroso.

### A Lei de 7 de Novembro de 1831
A lei era notavelmente curta e direta. Seus pontos centrais eram:
- Art. 1º: Declarava livres todos os africanos que entrassem no território brasileiro a partir da data da lei. Abria exceções para aqueles a serviço de embarcações de nações onde a escravidão era legal e para escravos fugitivos de territórios vizinhos, que deveriam ser devolvidos.
- Art. 2º: Classificava os importadores (comandantes, mestres, contramestres e proprietários dos navios) como criminosos, sujeitos às penas do crime de "reduzir à escravidão pessoas livres", conforme o artigo 179 do Código Criminal de 1830. Além disso, impunha uma multa de 200$000 (duzentos mil-réis) por pessoa escravizada e o pagamento das despesas de reexportação dos africanos para a África.
- Art. 3º: Estendia a responsabilidade penal aos que "ocultarem ou derem guarida" aos africanos importados ilegalmente.
- Art. 4º e 5º: Estabeleciam mecanismos de fiscalização, permitindo que embarcações brasileiras apreendessem navios negreiros e oferecendo um prêmio de 30$000 (trinta mil-réis) por cabeça para qualquer pessoa que denunciasse o desembarque.
- Art. 7º: Proibia a entrada no Brasil de qualquer "escravo liberto" (ex-escravizado) de países estrangeiros, uma medida que refletia o temor das elites em relação à circulação de ideias e pessoas negras livres.[1]

### O Decreto de 12 de Abril de 1832
Para executar a lei, o governo regencial publicou um decreto regulamentador, também assinado por Feijó. Este decreto detalhava os procedimentos de fiscalização e o destino dos africanos apreendidos. Seus pontos mais importantes incluíam:
- Inspeção Obrigatória: Os Juízes de Paz dos litorais e das fronteiras eram obrigados a inspecionar todos os navios que chegassem aos portos do Império.
- Interrogatório: O decreto ordenava o interrogatório de "pretos boçais" (recém-chegados da África) encontrados a bordo para determinar sua origem e condição.
- Processo Judicial: Estabelecia o rito para o processo dos criminosos, que deveriam ser julgados por um júri especial.
- Reexportação: Os africanos declarados livres deveriam ser reexportados para a África "logo que o permitirem as circunstâncias", às custas dos traficantes condenados. Enquanto aguardavam a reexportação, deveriam prestar "serviços" em estabelecimentos públicos, preferencialmente arsenais.[13]

A cláusula de reexportação e de "prestação de serviços" se tornaria uma das principais brechas da lei, dando origem à controversa categoria dos "Africanos Livres".

## A "Letra Morta": Ineficácia e a Sabotagem Institucional

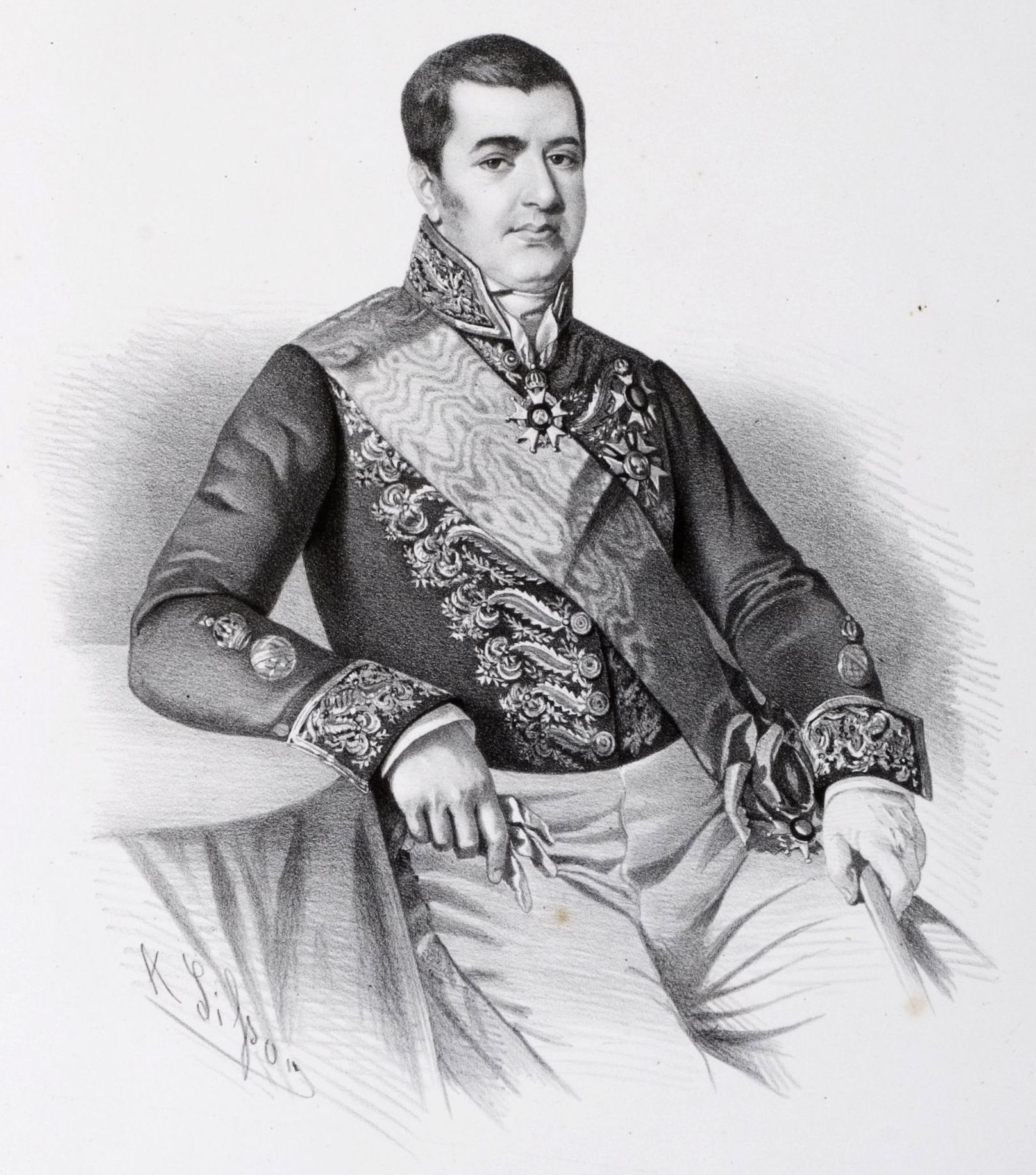
Bernardo Pereira de Vasconcelos, litografia de Sisson (1861). Como Ministro da Justiça durante o "Regresso", Vasconcelos foi a figura central na desmobilização da política de repressão ao tráfico, garantindo a impunidade dos traficantes.

Após a promulgação da lei, houve um breve período de repressão. O governo Feijó demonstrou um esforço inicial para aplicá-la, resultando numa queda drástica do tráfico: de cerca de 57.000 africanos desembarcados em 1830, o número caiu para aproximadamente 6.000 em 1831, mantendo-se em patamares relativamente baixos até 1835.
No entanto, a partir de 1835, com o enfraquecimento político de Feijó e a ascensão de forças mais conservadoras, a situação se inverteu dramaticamente. O tráfico ilegal explodiu, financiado por grandes capitalistas e apoiado por uma rede de conivência que incluía fazendeiros, comerciantes e autoridades locais. O "Regresso Conservador", a partir de 1837, marcou o auge da sabotagem institucional. O novo Ministro da Justiça, Bernardo Pereira de Vasconcelos — um antigo liberal que se tornou o principal arquiteto da política regressista —, adotou uma política de deliberada inação. Ele argumentava publicamente que a lei era inexequível e que sua aplicação rigorosa levaria o país à bancarrota e ao caos social. Sob sua gestão, os processos contra traficantes foram sistematicamente arquivados e a fiscalização, desmantelada.
Os traficantes, por sua vez, se organizaram em sofisticadas redes, utilizando navios mais rápidos (os famosos clíperes), rotas alternativas e portos clandestinos ao longo da vasta costa brasileira para escapar da fiscalização (agora feita quase que exclusivamente pela Marinha Britânica). Figuras como o português José Bernardino de Sá tornaram-se símbolos do poder dos traficantes, acumulando fortunas imensas e transitando livremente entre a ilegalidade do tráfico e a alta sociedade, chegando a receber títulos de nobreza e a ocupar cargos em instituições financeiras como o Banco do Brasil.
A lei foi transformada, na prática do Tempo Saquarema, em "letra morta", uma ficção jurídica mantida apenas para fins diplomáticos, até que a pressão britânica se tornasse insustentável com o Bill Aberdeen de 1845.

## Consequências e Sobrevida da Lei
Apesar de sua flagrante ineficácia em barrar o tráfico, a Lei Feijó teve consequências profundas e duradouras para a sociedade e o sistema jurídico brasileiros.

### A Insegurança Jurídica da Propriedade Escrava
A principal consequência não intencional da lei foi a criação de uma vasta população escravizada em condição de ilegalidade. Todo africano desembarcado após 7 de novembro de 1831 era, perante a lei, uma pessoa livre. Isso significava que a posse de centenas de milhares de escravizados era, estritamente falando, um crime de "redução à escravidão". Essa contradição gerou uma profunda insegurança jurídica para a classe senhorial. Como provar que um escravizado havia chegado ao Brasil antes de 1831? Essa incerteza pairou sobre a instituição da escravidão por décadas, sendo um dos fatores que levaram à promulgação da Lei do Ventre Livre em 1871, cuja exigência de matrícula de todos os escravos serviu, na prática, como uma anistia, "legalizando" a posse dos descendentes dos africanos que haviam sido ilegalmente importados.

### As "Ações de Liberdade"
A existência da lei, mesmo não sendo aplicada pelo Estado, abriu uma brecha para que os próprios escravizados e seus defensores lutassem por liberdade nos tribunais. A partir da década de 1850, e com mais intensidade após 1871, advogados e rábulas abolicionistas, como o célebre Luiz Gama, começaram a usar a Lei de 1831 como principal argumento nas "ações de liberdade". A tese era simples: cabia ao senhor provar que seu escravizado havia entrado no Brasil antes da proibição. Embora muitas cortes e juízes, comprometidos com a ordem escravocrata, criassem obstáculos ou simplesmente ignorassem o argumento, centenas de libertos foram conseguidos com base na "lei que não pegou".

### A Condição dos "Africanos Livres"
Uma pequena parcela dos africanos ilegais foi de fato apreendida pelo Estado brasileiro ou por navios britânicos e entregue às autoridades. De acordo com a lei, eles deveriam ser reexportados, mas isso raramente acontecia. Em vez disso, eles eram classificados como "Africanos Livres" e colocados sob a tutela do Estado. Na prática, essa condição era uma forma de trabalho forçado. Eles eram "alugados" a particulares, repartições públicas e até mesmo à Casa Imperial por contratos de 14 anos de "serviços", recebendo em troca apenas o sustento básico. Viviam numa espécie de limbo jurídico, não sendo nem escravos, nem plenamente livres, e sujeitos a maus-tratos e à exploração, com o Estado lucrando com seu trabalho.

## O Colapso da Ficção: OBill Aberdeene a Lei Eusébio de Queirós
A contínua violação da lei e dos tratados levou as relações entre Brasil e Grã-Bretanha a um ponto de ruptura. Cansado da inação brasileira, o parlamento britânico aprovou, em 8 de agosto de 1845, o Slave Trade Suppression Act, mais conhecido como Bill Aberdeen. Esta lei draconiana autorizava a Marinha Real a prender navios negreiros brasileiros em qualquer lugar do Atlântico, inclusive em águas territoriais brasileiras, e a julgar seus tripulantes em tribunais britânicos, como se fossem piratas.
O Bill Aberdeen era uma violação da soberania brasileira e foi recebido com indignação no Brasil, mas expôs a impotência do Império. Nos cinco anos seguintes, a Marinha Britânica intensificou suas ações, afundando navios e bloqueando portos brasileiros, levando a incidentes militares e a uma crise diplomática sem precedentes.
Pressionado pela ação militar britânica, que ameaçava o comércio e a estabilidade do regime, e com uma nova geração de políticos conservadores no poder, o governo brasileiro finalmente cedeu. Em 4 de setembro de 1850, foi aprovada a Lei Eusébio de Queirós, que reiterava a proibição da Lei Feijó, mas, desta vez, vinha acompanhada de mecanismos eficazes de repressão e, crucialmente, da vontade política do Estado para cumpri-la. Em poucos anos, o tráfico transatlântico de escravizados para o Brasil foi efetivamente extinto.

## Debate Historiográfico: De "Farsa" a "Contradição"
A interpretação da Lei Feijó tem evoluído significativamente na historiografia brasileira.
- Visão Tradicional: "Para Inglês Ver": Por muito tempo, a lei foi vista quase exclusivamente através do prisma de seu fracasso, sendo considerada uma farsa, um ato cínico do Estado brasileiro para apaziguar a Grã-Bretanha, sem nenhuma intenção de implementá-la. Autores como Caio Prado Júnior e Celso Furtado a trataram como um exemplo da subordinação e da falta de autonomia do Império.

- Visão Revisionista: Tentativa Frustrada: A partir dos trabalhos de historiadores como Leslie Bethell, surgiu uma visão mais nuançada. Bethell argumentou que houve uma tentativa genuína, ainda que curta e fraca, de aplicar a lei durante a regência de Feijó. O fracasso não teria sido premeditado, mas resultado da vitória subsequente das forças escravocratas (o "Regresso"), que eram poderosas demais para serem contidas pelo frágil aparato estatal do período.[24]

- Historiografia Recente: A Lei como Contradição: Historiadores mais recentes, como Sidney Chalhoub, Tâmis Parron e Beatriz Mamigonian, focam nas consequências internas e na "vida social" da lei. Eles argumentam que, independentemente da intenção de seus criadores, a existência da lei introduziu uma contradição fatal no sistema legal escravista. Para Parron, a lei foi um marco na construção do Estado nacional, mas sua neutralização posterior pelos interesses cafeeiros demonstrou a "política da escravidão" que dominava o Império.[25] Chalhoub, por sua vez, explora como a lei armou abolicionistas e escravizados com uma ferramenta legal para lutar pela liberdade nos tribunais.[26] Esta visão moderna não nega o fracasso da lei em deter o tráfico, mas a reposiciona como um evento complexo, cujos efeitos jurídicos e sociais foram muito além da intenção original de ser "para inglês ver".[27]